# Gustaf Ljunggren (litteraturhistoriker)
 Der er flere personer med dette navn, se Gustaf Ljunggren. (Se også artikler, som begynder med Gustaf Ljunggren)
Gustaf Håkan Jordan Ljunggren (født 6. marts 1823 i Lund, død 31. august 1905 sammesteds) var en svensk æstetiker og litteraturhistoriker.
Ljunggrens hele livsgerning har været knyttet til hans fødeby; her blev han student (1839), Dr. phil. (1844), og her udnævntes han efter udsendelsen af sit første selvstændige videnskabelige arbejde, Euripides’ Medea, karakteriserad och jemförd med Shakespeares Othello, til docent i æstetik ved universitetet (1847). Siden da virkede han som lærer ved Lunds Universitet, indtil han 1889 trak sig tilbage. I adskillige år valgte hans kolleger ham til universitetets rektor, ligesom han jævnlig forestod administrative foranstaltninger med stor dygtighed. Ljunggren var medlem af det svenske Akademi, til hvis publikationer han har været en meget flittig bidragyder, og hvis historie han har skrevet (Svenska akademiens historia 1786—1886, 2 bind 1886).
En nyttig redegørelse for de æstetiske problemers historie har Ljungren givet i Framställning af de förnämsta estetiska systemers historia (2 bind, 1856—60; 2. oplag 1869—83). Mest skattet blev dog Ljunggren som litteraturhistoriker; foruden de mindre arbejder Svenska dramat intill slutet af sjuttende århundradet (1864) og Bellman och Fredmans epistlar (1867), væsentlig af æstetisk art, er det især hans hovedværk Svenska Vitterhetens häfder efter Gustaf III:s död, der dog i 5 bind (1873—95) kun nåede at skildre tiden indtil 1821, som længst vil bevare Ljunggrens navn som en grundig og fin gransker.